# Берсерк

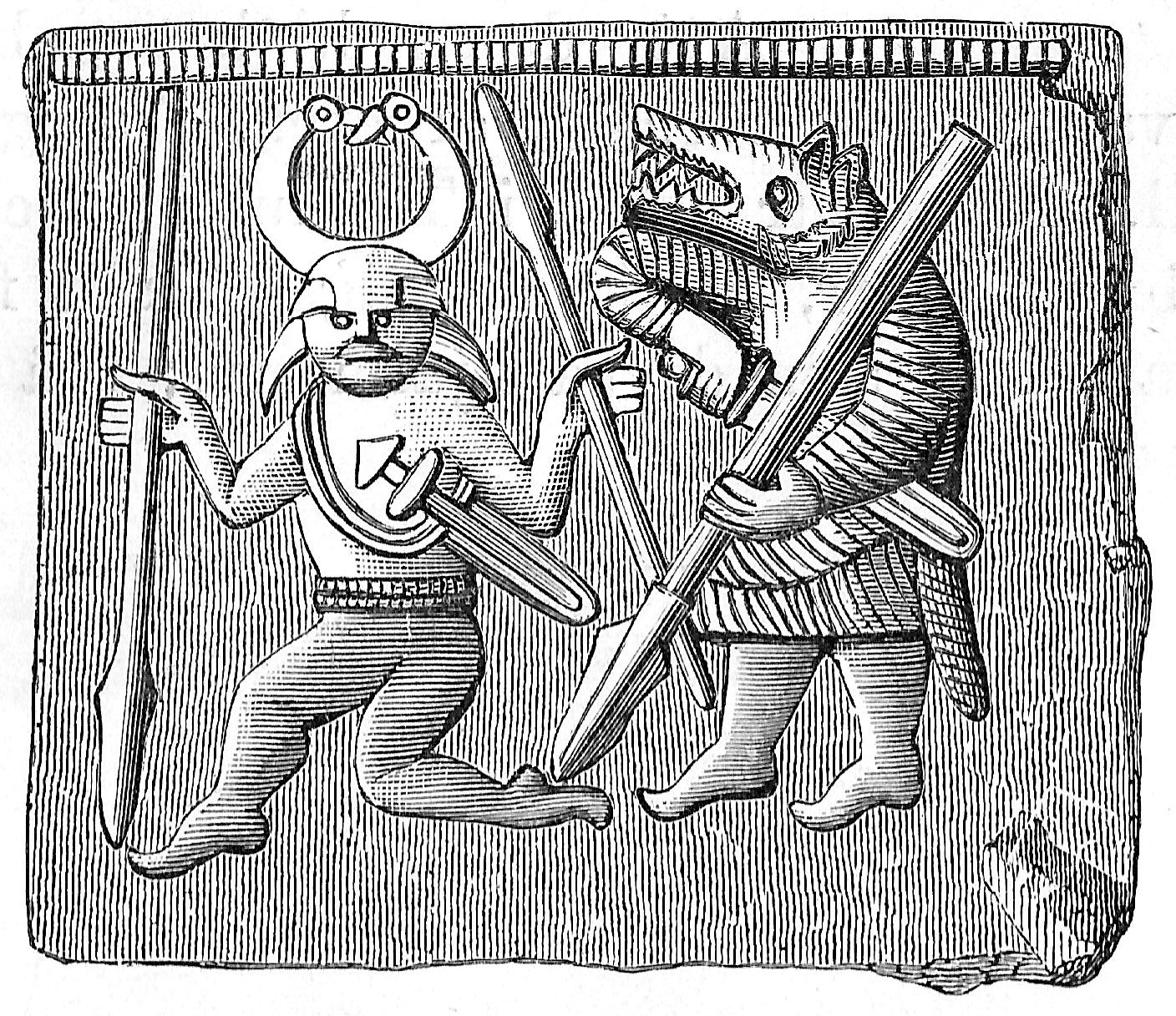
Бронзовая пластинка VIII века. Торслунда, о. Эланд, Швеция.

Берсе́рки, или берсе́ркеры (ber «медведь» и serker «рубаха, шкура», др.-сканд. berserkr) — воины из древнегерманской и древнескандинавской мифологии.
Считается, что они отличались неистовостью в сражениях. Норвежские берсеркеры, приходившие по временам (как гласят о том легенды) в сильное бешенство и исступление, по мнению Г. Шюблера и исследователей XVII—XIX вв., также опьяняли себя мухомором (современные археологические и фитотоксикологические исследования показали, что по всей вероятности в такое состояние их приводила белена, а не мухомор). Исступленное состояние и жажда крови, во время битв, свойственное многим первобытным народам и дикарям — берсеркерство.

## Этимология

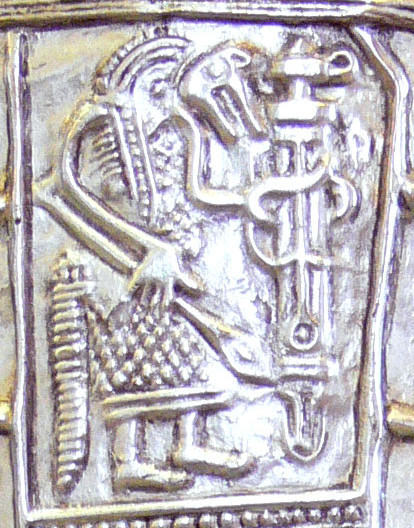
Ульфхеднар — воин-волк. Деталь обкладки ножен конца VII в. из Гутенштайна (Баден-Вюртемберг). ГМИИ им. Пушкина

Берсерки впервые упоминаются в саге Торбьёрна Хорнклови, посвящённой победе короля Харальда Прекрасноволосого в битве при Хаврсфьорде (около 872 года):

Берсерки, облаченные в медвежьи шкуры, рычали, потрясали мечами, кусали в ярости край своего щита и бросались на своих врагов. Они были одержимы и не чувствовали боли, даже если их поражало копье. Когда битва была выиграна, воины падали без сил и погружались в глубокий сон.Оригинальный текст (др.-исл.)
Hlaðnir voro þeir hꜹlda
ok hvitra sciallda
vigra vestrø̨ɴa
ok valscra sverða
grenioðo berserkir
guðr var þeim a siɴom
emiaðo úlfheðnar
ok ísarn glumdo.— Þorbjǫrn hornklofi. Haraldskvæði
Другое известное упоминание берсерков датируется XIII веком. Снорри Стурлусон в «Саге об Инглингах», входящей в цикл саг «Круг Земной», рассказывает о воинах Одина:

…и его воины бросались в бой без кольчуги, ярились, как бешеные собаки или волки, кусали свои щиты, и были сильными, как медведи или быки. Они убивали людей, и ни огонь, ни железо не причиняли им вреда. Такие воины назывались берсерками.
Оригинальный текст (др.-исл.)…en hans menn fóru brynjulausir ok váru galnir sem hundar eða vargar, bitu í skjöldu sína, váru sterkir sem birnir eða griðungar; þeir drápu mannfólkit, en hvártki eldr né járn orti á þá. Þat er kallaðr berserksgangr.

Неясно, существовало ли слово «берсерк» в языке ранее или оно было введено Торбьёрном. Неясно и его точное значение. Вторая часть слова (-serk) означает «рубашка», однако насчёт первой однозначного мнения нет: оно может означать «медвежий» (от др.-сканд. bjǫrn «медведь») или «голый» (berr). Соответственно, слово «берсерк» может означать «медвежья шкура» либо «голая рубашка» (то есть, воин, сражающийся без кольчуги). Обе трактовки находят подтверждение в саге Снорри.
Исследователь англосаксонского фольклора викторианской эпохи Сабин Бэринг-Гулд, полемизируя с датским исследователем Бьёрном Хальдарсоном, переводившим bersrkr как «голый, не носивший одежды» (ср. англ. bare of sark), писал в своей «Книге оборотней» (1865), что изначально это слово означало отборных воинов, носивших звериные шкуры, преимущественно медвежьи (англ. bear-sark — букв. «медвежья рубашка, одежда из медвежьей шкуры»).
Современный американский лингвист Анатолий Либерман полагает, что значение «голая рубашка» намного убедительнее, чем «медвежья шкура». По его словам, список доводов в её пользу довольно обширен, и главный заключается в том, что слово «медведь» не имело формы ber в древнескандинавском, также не зафиксированы другие слова, начинающиеся на ber- со значением «медвежий» (за одним сомнительным исключением).

## Упоминания
В письменных источниках берсерки впервые упомянуты скальдом Торбьёрном Хорнклови в песне о победе Харальда Прекрасноволосого в битве при Хафсфьорде (около 872 года).
Снорри Стурлусон в «Круге земном» пишет:

«Один мог сделать так, что в бою его недруги становились слепыми или глухими, или наполнялись ужасом, а их оружие ранило не больше, чем хворостинки, и его воины бросались в бой без кольчуги, ярились, как бешеные собаки или волки, кусали свои щиты и были сильными, как медведи или быки. Они убивали людей, и ни огонь, ни железо не причиняли им вреда. Такие воины назывались берсерками»
В 31-й главе «Германии» римский писатель Тацит пишет о племени хаттов:

«…Едва возмужав, они начинают отращивать волосы и отпускать бороду и дают обет не снимать этого обязывающего их к доблести покрова на голове и лице ранее, чем убьют врага. И лишь над его трупом и снятой с него добычей они открывают лицо, считая, что наконец уплатили сполна за свое рождение и стали достойны отечества и родителей; а трусливые и невоинственные так до конца дней и остаются при своем безобразии. Храбрейшие из них, сверх того, носят на себе похожую на оковы железную цепь, что считается у этого народа постыдным, пока их не освободит от нее убийство врага. Впрочем, многим хаттам настолько нравится этот убор, что они доживают в нем до седин, приметные для врагов и почитаемые своими. Они-то и начинают все битвы»
В 43-й главе Тацит упоминает также особую касту воинов германского племени гариев (лат. Harii, нем. Harier) племенного союза лугиев (лат. Lugii, нем. Lugier), которые имели все признаки берсерков (за 800 лет до битвы при Хафсфьорде):

«…Превосходя силою перечисленные только что племена и свирепые от природы, они с помощью всевозможных ухищрений и используя темноту, добиваются того, что кажутся еще более дикими: щиты у них черные, тела раскрашены; для сражений они избирают непроглядно темные ночи и мрачным обликом своего как бы призрачного и замогильного войска вселяют во врагов такой ужас, что никто не может вынести это невиданное и словно уводящее в преисподнюю зрелище…»
Берсерком традиционно называли героя скандинавской мифологии Старкада, сына Сторверка, служившего, согласно Саксону Грамматику, легендарному датскому королю Фродо.
В книге VII «Деяний данов» Саксон Грамматик рассказывает также о свеоне Сивальде, у которого «было семеро сыновей, которые были столь искусны в колдовстве, что зачастую, внезапно охваченные дикой яростью, страшно выли, грызли зубами свои щиты, глотали раскалённые угли и проходили через любой огонь, зажжённый перед ними; и нельзя было усмирить их безумие иначе, чем либо крепко связав их, либо позволив им устроить ужасную резню среди людей».
В «Саге о Харальде Прекрасноволосом» сообщается, что во время морских походов берсерки обычно располагались в средней части корабля.
В литературе берсерки нередко появляются парами, иногда упоминаются сразу двенадцать берсерков. Так, например, в «Саге об Одде Стреле» рассказывается о бое главного героя и его побратима шведского ярла Хьяльмара с 12 берсерками, «сыновьями ярла Арнгрима и Эйвуры с востока из Флэмингьяланда» (то есть Фландрии), на острове Самсей (Sámsey).
Нередко 12 берсерков играют роль личной охраны древнескандинавских конунгов, что указывает на элитарный характер этой касты воинов. Так, в «Саге о Хрольфе Жердинке» говорится, что у короля датчан Хрольфа Краке было 12 берсерков, которые являлись его личной охраной: «Хромунд Жестокий и Хрольв Быстрорукий, Свипдаг, Бейгад и Хвитсерк Проворный, шестой Хакланг, седьмой Хардревиль, восьмой Хаки Отважный, девятый Вётт Великий Добытчик, десятый Старольв, одиннадцатый Хьяльти Великодушный, двенадцатый Бёдвар Медвежонок».

## Социальный аспект
На основании отрывочных сведений источников, в основном саг, можно получить некоторое представление о реальном социальном положении берсерков. В походах и в военное время многие из них поступали на службу к ярлам и конунгам, становясь дружинниками или телохранителями, получая за это богатое жалованье. В мирное же время они нередко оставались не у дел и становились изгоями.
Так, в «Саге о Битве на Пустоши» сначала говорится:

«В дружине ярла было двое берсерков. Один звался Халли, другой — Лейкнир, он был из них младшим. Ярл держал их для дел особенных, потому что они были люди видные и своенравные, а силой превосходили прочих людей. Ничто не могло остановить их, если они были раздражены или в гневе, и никто не мог совладать с ними, когда на них находило подобное бешенство. Поэтому всем казалось, что иметь с ними дело нельзя.»
И тут же сообщается:

«Скоро обнаружился нрав берсерков: они не любили работать, зато были склонны к убийствам и подвигам. Они сказали Вермунду, что ярл дал их ему для защиты от врагов, а не для работы. Настроение у них испортилось и они сделались для Вермунда обузой. Теперь он раскаивается в том, что выпросил себе у ярла такой подарок…»
В исландских родовых сагах берсерки нередко фигурируют в качестве грабителей и насильников, опасных для общества. Таковы берсерк-швед Льот Бледный из «Саги об Эгиле», убитый главным героем на поединке, берсерк Бьёрн Бледный из «Саги о Гисли», который бродил по хуторам, вызывая на бой их хозяев и отнимая у них жён и добро, берсерк Отрюгг из «Саги о Ньяле», про которого «рассказывали, что он не боится ни огня, ни меча» и от которого «язычники были в большом испуге».
Некоторые из берсерков, получая богатое жалование или занимаясь грабежами, временно могли обзаводиться собственной дружиной и кораблями. Так, в «Саге о Храни Кольцо» говорится:

«В саге называются двое братьев. Одного звали Арнхёвди, а другого — Хильдир, великие викинги и смутьяны, временами впадавшие в ярость берсерков. Они воевали повсюду на отдалённых берегах и островах, и деньги и жизни людей были для них добычей. Каждый из них правил своим кораблём…»
В XX столетии появились теории, согласно которым берсерки являлись своего рода тайными военными сообществами вроде легендарных йомсвикингов. Так, немецкий историк-медиевист правого толка, профессор Кильского университета Отто Хёфлер, в своей диссертации «Культовые тайные союзы германцев» (1934), опираясь на древнеисландские саги, утверждал, что берсерки представляли собой тайный мужской союз, имитировавший дружину Вотана (Одина), ставший прототипом духовно-рыцарских орденов средневековья и чуть ли не прародителем германской государственности. Его воззрения подверглись острой критике со стороны филолога и фольклориста Фридриха фон дер Лайена, который в своей рецензии на книгу Хёфлера указывал на политическую и идеологическую ангажированность последнего, вступившего в национал-социалистическую партию и ставшего членом общества Аненербе. Хотя обособленные отряды воинской элиты у викингов в принципе могли существовать, никакого религиозного подтекста это не имело, в памятниках же германской мифологии среди пирующих в Вальгалле с Одином воинов какие-либо тайные союзы не упоминаются.
После принятия в Скандинавии христианства старые языческие обычаи запрещались, в частности, это коснулось и воинов в звериных шкурах. В 1013 году берсерки приговорены были к изгнанию в Норвегии, а в своде христианских законов Исландии 1123 года было записано: «Если кто станет берсерком, то будет наказан тремя годами изгнания. Мужчины, которые с ним заодно, также будут изгнаны, если они ему не помешали». После этого упоминания о воинах-берсерках бесследно исчезли.

## Происхождение агрессии
Существуют теории, согласно которым агрессивность берсерка объясняется приемом перед боем психотропных веществ, таких как мухомор, или большого количества алкоголя. Эта точка зрения является наиболее распространённой, однако ни в одном из источников употребление берсерками мухоморовой настойки, или чего-то подобного, не упоминается. Назывались и другие возможные причины, такие как эпилепсия, психические расстройства и наследственность.

## Реально существовавшие и легендарные берсерки
- Старкад

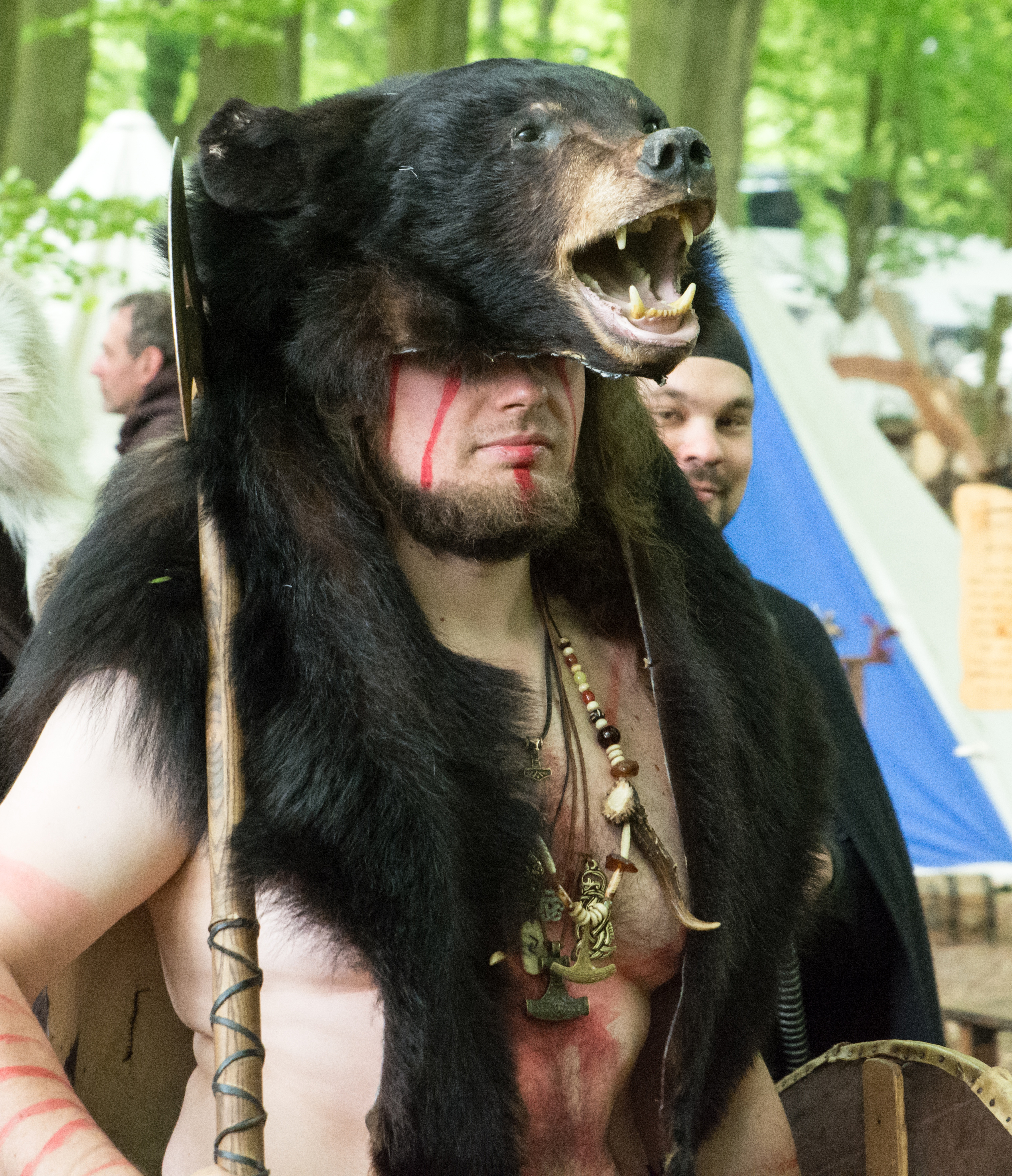
Образ участника средневекового фестиваля в Хоэнвештедте (Германия)

- Ангрим, сын Старкада из «Круга земного»[30]
- Ульф Бьяльфасон, прозванный Вечерним Волком[англ.]
- Эгиль Скаллагримссон
- Торорм из «Саги о Гуннлауге Змеином Языке»
- Бьёрн Бледный из «Саги о Гисли»
- Льот Бледный из «Саги об Эгиле»
- Отрюгг из «Саги о Ньяле»
- Братья Торир Брюхо и Эгмунд Злой из «Саги о Греттире»
- Халли и Лейкнир из исландской «Саги о Битве на Пустоши»
- Ивар Бёггулль из «Саги о Хальвдане Эйстенссоне»
- Хергрим и Харек, Финнальв и Йольнир из «Саги об Асмунде сыне Атли»[31]
- Гаут из Швеции и Гейр из Гардарики из «Саги о Золотом Торире»[32]
- Арнхёвди и Хильдир из «Саги о Храни Кольцо»[25]
- В сагах о Хрольфе Краки говорится о его личной гвардии, состоявшей из 12 берсерков — Бёдвар, Бьярки, Хьялти, Хохгемут, Цвитсерк, Кюн, Вёрт, Весети, Байгуд и братья Свипдаг.
- Хервард, Хьёрвард, Храни, Ангантюр, Бильд, Буи, Барри, Тинд, Тюрвинг, Токи и двое Хаддингов — 12 братьев-берсерков из «Саги об Одде Стреле».
- В скальдической поэме Hrafnsmál[англ.] (с др.-сканд. — ««Песня ворона»») говорится о берсерках на службе у Харальда Прекрасноволосого.

## В художественной литературе
- А. Н. Толстой. «Пётр Первый» (1934—1945):

«Слово берсеркиер, — или одержимый бешенством, — идет из глубокой древности, от обычая северных людей опьяняться грибом мухомором. Впоследствии, в средние века, берсеркиерами норманнов назывались воины, одержимые бешенством в бою, — они сражались без кольчуги, щита и шлема, в одних холщовых рубахах и были так страшны, что, по преданию, например, двенадцать берсеркиеров, сыновей конунга Канута, — плавали на отдельном корабле, так как сами норманны боялись их…»
- Франц Гуннар Бенгтссон. «Рыжий Орм» (1941—1945):

«Да, неудача, что им повстречался Стюрбьёрн, это так; но с другой стороны, большая удача, что встреча была именно такой; ведь успей они высадиться и нарваться там на его людей или других йомсборгских викингов, им бы вышел немалый вред. Все йомсвикинги, и в особенности люди самого Стюрбьёрна, наполовину берсерки, таких порой и железо не берет, они равно хорошо рубятся обеими руками, как лучшие бойцы из Листера.»